# Filemó (fisiognòmic)
Filemó (en llatí Philemon, en grec antic Φιλήμων) fou un fisiognòmic grec, esmentat per Abu-l-Faraj, que explica que va descriure el rostre d'Hipòcrates, que se li va mostrar per veure la seva veracitat, con el d'un vell home lasciu.
El mateix autor diu que va escriure un llibre sobre fisiognomia i que en va disposar de la seva traducció al siríac.